# Gunwingguanska språk
De gunwingguanska språken utgör en språkfamilj av australiska språk som talas i norra Australien. Det är den näst största språkfamiljen inom de australiska språken efter de pama-nyunganska språken.
Språkfamiljen innehåller tjugofyra språk som tillhör någon av tretton grenar:
- burarranska språk: burarra, djeebbana, guragone och nakara
- djauaniska språk: djauan
- enindhilyagwaspråk: anindilyakwa, ngandi och nunggubuyu
- gagudjuanska språk: gagadu
- gungaraganyanska språk: kungarakany
- gunwinggiska språk: gunwinggu och kunbarlang
- mangarayiska språk: mangarayi
- maranska språk
  - alawiska språk: alawa
  - maraspråk: mara och wandarang
- ngalkbunspråk: ngalkbun
- rembargiska språk: ngalakan och rembarunga
- wagimanspråk: wageman
- warayanska språk: waray
- yangmaniska språk: dagoman, wardaman och yangman